# Sztab generalny imperialnej japońskiej marynarki wojennej
Sztab generalny japońskiej marynarki wojennej – najwyższy organ decyzyjny japońskiej marynarki wojennej, do 1933 roku podległy Ministerstwu Marynarki, od 1933 roku de facto samodzielnie zarządzające sprawami uzbrojenia, edukacji i szkolenia, personelu i dowodzenia.
|    | Szef Sztabu                                  | Portret | Początek kadencji | Koniec kadencji      |
| -- | -------------------------------------------- | ------- | ----------------- | -------------------- |
| 1  | kontradmirał Toshiyoshi Itō 伊藤雋吉         |         | 8 marca 1889      | 17 maja 1889         |
| 2  | kontradmirał Shinanojō Arichi 有地品之允     |         | 17 maja 1889      | 17 czerwca 1891      |
| 3  | kontradmirał Yoshika Inoue 井上良馨          |         | 17 czerwca 1891   | 12 grudnia 1892      |
| 4  | wiceadmirał Kuranosuke Nakamuta 中牟田倉之助 |         | 12 grudnia 1892   | 12 grudnia 1892      |
| 5  | wiceadmirał Sukenori Kabayama 樺山資紀       |         | 18 lipca 1894     | 11 maja 1895         |
| 6  | wiceadmirał Sukeyuki Itō 伊藤雋吉            |         | 11 maja 1895      | 20 grudnia 1905      |
| 7  | admirał Heihachirō Tōgō 東郷平八郎           |         | 20 grudnia 1905   | 1 grudnia 1909       |
| 8  | wiceadmirał Gorō Ijūin 伊集院五郎            |         | 1 grudnia 1909    | 22 kwietnia 1914     |
| 9  | wiceadmirał Hayao Shimamura 島村速雄         |         | 22 kwietnia 1914  | 1 grudnia 1920       |
| 10 | admirał Gentarō Yamashita 山下源太郎         |         | 1 grudnia 1920    | 15 kwietnia 1925     |
| 11 | admirał Suzuki Kantarō 鈴木貫太郎            |         | 15 kwietnia 1925  | 22 stycznia 1929     |
| 12 | admirał Hiroharu Katō 加藤寛治               |         | 22 stycznia 1929  | 11 czerwca 1930      |
| 13 | wiceadmirał Naomi Taniguchi 谷口尚真         |         | 11 czerwca 1930   | 2 lutego 1932        |
| 14 | admirał Hiroyasu Fushimi 伏見宮博恭王        |         | 2 lutego 1932     | 9 kwietnia 1941      |
| 15 | admirał Osami Nagano 永野修身                |         | 9 kwietnia 1941   | 21 lutego 1944       |
| 16 | admirał Shigetarō Shimada 嶋田繁太郎         |         | 21 lutego 1944    | 2 sierpnia 1944      |
| 17 | admirał Koshirō Oikawa 及川古志郎            |         | 2 sierpnia 1944   | 29 maja 1945         |
| 18 | admirał Soemu Toyoda 豊田副武                |         | 29 maja 1945      | 15 października 1945 |